# Rheinisch-Bergisches TechnologieZentrum

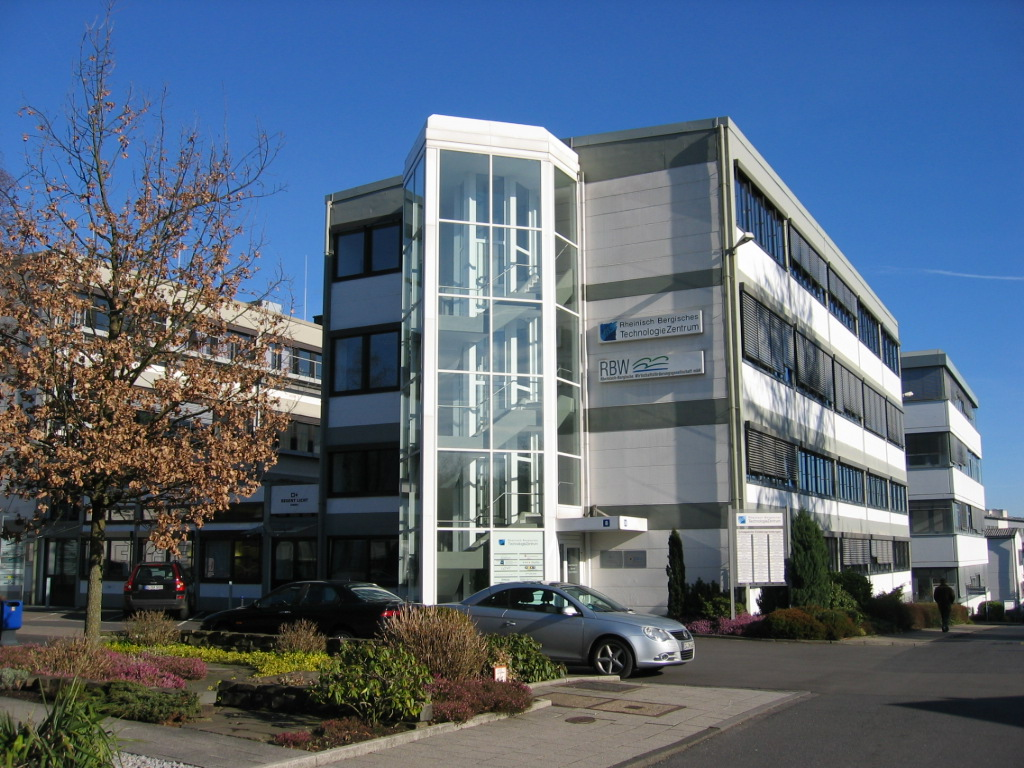
Haus 8 im TechnologiePark: Stammhaus des Rheinisch-Bergischen TechnologieZentrums

Das Rheinisch-Bergische TechnologieZentrum (RBTZ) ist ein Gründerzentrum mit Sitz im TechnologiePark Bergisch Gladbach, 15 km östlich von Köln. Die als GmbH gegründete Gesellschaft ist eine Einrichtung der kommunalen und regionalen Wirtschaftsförderung. Auftrag und gemeinsames Ziel der öffentlich-rechtlichen Gesellschafter ist es, das Gründungspotenzial in der Region zu identifizieren und aussichtsreiche Entwicklungen zu fördern. Zukunftsfähige Unternehmen und qualifizierte Arbeitsplätze am Standort Bergisch Gladbach und in der Region Rheinisch-Bergischer Kreis sollen aus dieser Einrichtung hervorgehen.

## Gesellschafter
Gesellschafter der 1994 als GmbH gegründeten Einrichtung sind der Rheinisch-Bergische Kreis (25 %), die Stadt Bergisch Gladbach (25 %), die Industrie- und Handelskammer zu Köln (2 %) und die Kreissparkasse Köln (48 %).

## Auftrag und Ziele
Das RBTZ soll einen wesentlichen Beitrag zur Strukturverbesserung der regionalen Wirtschaft leisten. Die Gründung neuer Unternehmen, welche zukunftsfähige Technologien, Güter oder Verfahren entwickeln, produzieren und vermarkten, sollen gefördert werden, ebenso Betriebe, deren Tätigkeiten auf dem Gebiet des Umweltschutzes liegen. Die Leistungen des Zentrums liegen vorwiegend in einer betriebswirtschaftlichen und technischen Betreuung der Unternehmen sowie in der Vermittlung von Kontakten zu Wirtschafts- und Forschungsinstitutionen in der Wirtschaftsregion. Die Gesellschaft hält anforderungsgerechte Betriebsräume, Service- und Gemeinschaftseinrichtungen für aussichtsreiche Existenzgründer im TechnologiePark Bergisch Gladbach bereit.

## Lage und Verkehrsanbindung
Das Gründerzentrum hat seinen Sitz im TechnologiePark Bergisch Gladbach, dem größten Gewerbepark der Region mit etwa 140 Unternehmen auf 120.000 m². Der Standort liegt im Süden der Stadt Bergisch Gladbach, in einem Dreieck zwischen der Friedrich-Ebert-Straße (postalisch: Friedrich-Ebert-Straße 75) und der Overather Straße und hat einen direkten Zugang in das Naherholungsgebiet Königsforst. Der Autobahnanschluss A4 (Anschlussstelle Moitzfeld) ist 500 m entfernt. Der Hauptbahnhof Köln und der Flughafen Köln-Bonn sind in gut 15 Autominuten erreichbar, der Flughafen Düsseldorf liegt etwa 30 Autominuten entfernt. Der TechnologiePark ist über zwei Bushaltestellen (Linie 420 Haltestelle „Bockenberg“ und Linie 455 Haltestelle „TechnologiePark“) an das öffentliche Nahverkehrsnetz angebunden. Die Straßenbahnlinie 1 der Kölner Verkehrs-Betriebe mit Anschluss in die Kölner Innenstadt ist jeweils 3 Busstationen entfernt. Im TechnologiePark befinden sich zwei kostenlose Ladestationen für E-Bikes und Elektrofahrzeuge.
Das RBTZ befindet sich mit seinem Standort innerhalb des TechnologieParks in direkter Nachbarschaft zu ca. 140 Wirtschaftsunternehmen, darunter unternehmensnahe Dienstleister und weitere Wirtschaftsförderungseinrichtungen des Kreises ( Rheinisch-Bergische Wirtschaftsförderungs GmbH, STARTERCENTER.NRW, Naturarena Bergisches Land). Existenzgründer finden hier eine Anlaufstelle für Fragen um eine Unternehmensgründung im Rheinisch-Bergischen Kreis, Flächen zum Betrieb und Ausbau ihres Vorhabens und direkten Anschluss an Wirtschaftsbetriebe, Gleichgesinnte sowie Mentoren.

## Kompetenzen und Leistungen
Die Gesellschafter bringen Sachverständige, Technologieberater und -bewerter, Finanzierungs- und Fördermittelberater sowie ihre Netzwerke in die Betreuung von Gründungsinteressierten ein. Sie bieten Orientierung, Lotsendienste durch die Verwaltung, Hilfe bei Bauvorhaben und Standortsuche. Entwicklungen und TechnologieTransfer werden über Netzwerke, Initiativen und Kooperationspartner des TechnologieZentrums vorangetrieben, Marketingaktivitäten in regionalen Medien und der Fachpresse unterstützt.
Im Stammhaus des RBTZ – Haus 8 im TechnologiePark Bergisch Gladbach – stehen neben den persönlichen Mentoren für Gründer (kosten-)optimierte organisatorische und technische Infrastruktureinrichtungen (Breitbandanschluss, Gemeinschaftsräume wie Empfang, Teeküchen, Sanitäranlagen und Konferenzräume) und Dienstleistungen wie Telefon- und Postdienst, zentrales Sekretariat und ähnliches bereit. Im Rahmen eines Public Private Partnership zwischen dem RBTZ und dem TechnologiePark Bergisch Gladbach stehen weitere Flächen und Leistungen im Areal der Liegenschaft für junge Unternehmer zur Verfügung.
Das S-ManagementForum ist ein Weiterbildungsangebot, welches das RBTZ gemeinsam mit der Kreissparkasse Köln und weiteren Technologie- und Gründerzentren der Region ( ST@RT Hürth, Gründer- und TechnologieCentrum Gummersbach, BusinessCampus Rhein-Sieg und wfeg gtz Rheinbach) für Gründer und Unternehmer anbietet.
Die Gründerwerkstatt ist ein spezielles Angebot für kreative Köpfe, die noch am Anfang stehen. Über einen festgelegten Zeitraum erhält ein interessierter Gründer die Möglichkeit, seine Geschäftsidee vor der Unternehmensgründung auf Tauglichkeit zu prüfen. Neben der kostenlosen Bereitstellung von Räumlichkeiten – der von der Kreissparkasse Köln gesponserten Gründerwerkstatt - stehen dem potentiellen Unternehmer die zentralen Dienstleistungen sowie Informations- und Telekommunikationseinrichtungen des TechnologieZentrums zur Verfügung. Über den gesamten Zeitraum stehen die Fachberater des Zentrums für Fragen vor Ort zur Verfügung.
Die Profilwerkstatt ist ein Zusatzangebot für interessierte Gründer, die mit Hilfe von wissenschaftlichen Coaching-Tools, die eigenen Ziele, Bedürfnisse, Motivatoren und Werte ebenso im Blick haben wollen wie die wirtschaftlichen Ziele ihrer Unternehmung.

## Qualitätskriterien
Gründungsinteressierte werden im RBTZ über eine Erstberatung hinaus intensiv begleitet, wenn sie
- eine zukunftsfähige Idee verfolgen, die einen wissenschaftlichen, technologischen oder innovativen Hintergrund hat
- einen Businessplan bereits erstellt haben oder diesen unter Anleitung der Fachberater weitgehend selbstständig erstellen wollen
- die persönlichen Voraussetzungen zur Gründung eines Unternehmens mitbringen

Das Rheinisch-Bergische TechnologieZentrum ist ausgezeichnet als Anerkanntes Innovationszentrum. Die Bewertungskriterien des Bundesverbands Deutscher Innovations-, Technologie- und Gründerzentren, die das RBTZ in vollem Umfang erfüllt, umfassen im Besonderen folgende Punkte:
- Langfristige Tragfähigkeit von Konzept und Finanzierung der Einrichtung
- Umfang und Qualität des Beratungsangebotes
- Wirtschaftliches, wissenschaftliches und kulturelles Umfeld für Existenzgründer
- Kontakte zu Netzwerken, Initiativen und Verbänden
- Zusammenarbeit mit Hochschulen und Technologietransfer
- Qualifizierungsangebote für Existenzgründer